# Lepidostemon pedunculosus
Lepidostemon pedunculosus är en korsblommig växtart som beskrevs av Joseph Dalton Hooker och Thomas Thomson. Lepidostemon pedunculosus ingår i släktet Lepidostemon och familjen korsblommiga växter. Inga underarter finns listade i Catalogue of Life.